# Malenia lactea
Malenia lactea är en insektsart som först beskrevs av Melichar 1905.  Malenia lactea ingår i släktet Malenia och familjen Derbidae. Inga underarter finns listade i Catalogue of Life.